# Morgen!
Morgen! ("Demà!") és l'últim d'un conjunt de quatre Lieder compostos el 1894 pel compositor alemany Richard Strauss, catalogat amb l'Opus 27, Número 4.
El text del Lied, el poema d'amor alemany "Morgen!", va ser escrit pel poeta contemporani de Strauss John Henry Mackay, descendent d'escocesos però criat a Alemanya.

## Història
Strauss va conèixer Mackay a Berlín, i va posar música a Morgen! el 21 de maig de 1894. Era un dels seus quatre Lieder Opus 27, un regal de casament a la seva dona Pauline. Inicialment, va compondre'l amb acompanyament per a piano sol i per a piano amb violí. El 1897 va arranjar la peça per a orquestra amb violí solista.
Morgen! és un dels Lieder de Strauss més coneguts i amb més gravacions. Ell mateix el va gravar el 1919 acompanyant, al piano, el tenor Robert Hutt, i el 1941 dirigint la versió orquestral amb el tenor Julius Patzak i l'Orquestra d'Estat Bavaresa. La darrera gravació de Straus va ser l'11 juny 1947, una emissió radiofònica en directe amb Strauss com a director l'Orquestra della Svizzera Italiana i la soprano Annette Brun.

### Text
| Alemany Und morgen wird die Sonne wieder scheinen, Und auf dem Wege, den ich gehen werde, Wird uns, die Glücklichen, sie wieder einen Inmitten dieser sonne-athmenden Erde . . . Und zu dem Strand, dem weiten, wogenblauen, Werden wir still und langsam niedersteigen, Stumm werden wir uns in die Augen schauen, Und auf uns sinkt des Glückes stummes Schweigen . . . | Català I demà tornarà a brillar el sol i el camí pel qual aniré ens reunirà, a nosaltres els benaurats, de nou, al bell mig d’aquesta terra que alena la llum del sol. I a la vasta platja, amb les blaves onades, baixarem lentament i en silenci, ens mirarem als ulls sense dir res i el mut silenci de la benaurança davallarà damunt nostre. Traducció: Salvador Pila |